# Fungos Micorrízicos Arbusculares

## Fungos Micorrízicos Arbusculares: Uma visão geral

### Introdução
Fungos é um táxon de maior diversidade  alocados no Domínio Eucarya e Reino Fungi , são mais próximos dos animais do que próximos à plantas.
Possuem uma estimativa fúngica de 1,5 milhões de espécies . Em 2017, foram estimados novos números de espécies para a biodiversidade fúngica global: 2,2 a 3,8 milhões, entretanto as espécies descritas é 120.000 mil, cerca de 3 a 8% do número estimado de espécies . Distribuídos em quase todos os ambientes (terrestres e aquáticos), o crescimento dos fúngico é influenciado por fatores abióticos (temperatura, humidade, concentração de oxigénio e de dióxido de carbono e pH) e substâncias químicas (nutrientes, vitaminas, fatores de crescimento), colonizam ou associam-se a uma grande variedade de animais e substratos (insetos, água, plantas vasculares e solo). Classificam-se em ecto, endo e ectoendomicorrizas. As ectomicorrizas, o fungo, geralmente basideomiceto, forma um manto externo e desenvolve-se também nos espaços intercelulares, sem que ocorra desenvolvimento intracelular, sua importância econômica foi relatada principalmente para espécies florestais (Bellei & Carvalho). Nas endomicorrizas, ao contrário, o fungo desenvolve-se intracelularmente. O terceiro tipo, micorrizas vesículo arbusculares ou micorrizas arbusculares.

### Divisão Glomeromycota
```
  Dentro do Reino Fungi temos divisão 
Glomeromycota
, pertencente ao clado 
Mucoromyceta
, e alocados nesse agrupamento taxonômico temos os 
Fungos Micorrízicos Arbusculares (FMAs)
, pertencentes subfilo 
Glomeromycotina
 
[
7
]
.
```

Os estudos iniciais da filogenia da divisão Glomeromycota foram baseados na morfologia de esporocarpos (aglomerados de esporos) encontrados no solo ou perto de raízes de plantas colonizadas (Tulasne & Tulasne). Pertencente ao terceiro tipo, micorrizas vesículo arbusculares ou micorrizas arbusculares, formam endomicorrizas e pertencem a uma de 130 espécies da ordem
Glomales de Zigomicetos (Bonfante & Peroto, 1995; Hoffmann & Lucena, 2006).
```
  Possuem uma relação mutualística com as raízes de 90% das plantas vasculares, no qual formam estruturas intracelulares temporárias formadas por ramificações continuadas de 
hifas
.
```

As hifas e os arbúsculos são as estruturas mais importantes para a simbiose. O estudo da simbiose micorrízica requer o uso de metodologias que auxiliem na visualização do quadro típico estruturas de fungos AM nas raízes da planta hospedeira, como esporos, hifas extrarradicais, hifas intrarradicais, vesículas e arbúsculos (Santana; Lara;  Couceiro, 2020). Segundo
Silveira (1992), as hifas externas se estendem por vários centímetros através do solo,
aumentando a superfície de contato das raízes, sendo esta fase de grande importância para
a eficiência da simbiose. A eficiência da hifa deve-se ao seu pequeno diâmetro e ramificação
no solo, aumentando a superfície de absorção das raízes em até 700%.
```
  Essa interação rizosferica com o fungos (FMAs) ajudam a planta a absorver com maior eficiência os micronutrientes (Zn, Cu, Mn e Fe), 
água
 e 
sais minerais
 do solo em comparação à outras plantas sem essa 
simbiose
.
```

Segundo Siqueira e Franco (1988), o N e P atuam nos processos fisiológicos e metabólicos
relacionando a fotossíntese, crescimento, partição e distribuição de fotossintatos na planta,
ou seja, agem como um mecanismo de autorregulação da simbiose.
Além disso, são
capazes de excretar ácidos orgânicos que solubilizam cristais de fosfato de alumínio, ferro e
cálcio.
```
  Os arbúsculos são estruturas intracelulares temporárias.
```

Essas estruturas são formadas por ramificações continuadas de hifas, tomando grande parte do volume das
células corticais e constituindo o sítio de trocas entre os dois organismos.  Harley e Smith (1983) relatam que o caráter mutualista das mesmas contribuiu para a sobrevivência e evolução das plantas terrestres e dos fungos, pois o fungo simbionte
aumenta a capacidade da planta de absorver nutrientes do solo, favorecendo sua nutrição,
enquanto a planta fornece fotossintatos para o fungo que é incapaz de realizar fotossíntese.
Os esporos germinativos são considerados os principais atores no estabelecimento de novos hospedeiros. Os esporos são em geral dispersos por parceiros herbívoros escavadores de fungos e plantas, mas também são conhecidas algumas capacidades de dispersão pelo ar (Smith et al., 2008).

#### Dúvidas sobre estrutura das Comunidades de Fungos Micorrízicos Arbusculares
O padrão geral de ocorrência e a diversidade de Fungos Micorrízicos Arbusculares nos diversos ecossistemas ainda é pouco abordado em comparação a imensidão da diversidade desse grupo taxonômico. Nas florestas tropicais ainda é amplamente desconhecido em relação a estruturação e funcionalidade das assembleias desses microrganismos. Faz-se necessário realizar uma ampla gama de pesquisas para o estudo do táxon e sua relação com o meio ambiente e outros organismos que dividem o nicho e utilizam esse serviço ecossistêmicos.

#### Restauração ecológica
O uso de Fungos de Micorrizas Arbusculares em projetos de restauração ecológica permite o estabelecimento da planta hospedeira em solos degradados e melhora a qualidade e saúde do solo. Essa interação ++ influenciam o desenvolvimento da comunidade vegetal, a absorção de nutrientes, as relações hídricas e a produtividade acima do solo. Eles também atuam como bioprotetores contra patógenos e estresses tóxicos. É dada atenção à conservação da biodiversidade em Fungos Micorrízicos Arbusculares (FMAs). São fornecidos exemplos em que a ecologia dos FMAs foi tida em conta e teve um impacto na regeneração da paisagem, na horticultura, na redução da desertificação e na biorremediação de solos contaminados. É vital que os cientistas do solo e os agricultores prestem a devida atenção à gestão dos FMAs em quaisquer planos para aumentar, restaurar ou manter a fertilidade do solo
(Jeffries et al., 2003). Tal fato torna ainda mais relevante o conhecimento do papel dos FMA na estruturação das comunidades e no funcionamento dos ecossistemas, principalmente na reabilitação de áreas tropicais, onde predominam solos de baixa fertilidade e as micorrizas são potenciais essenciais para o sucesso da revegetação (Oliveira et al., 2009).
1. ↑  Misof et al., 2014. A filogenômica resolve o tempo e o padrão da evolução dos insetos. Ciência 346, 763–767
2. ↑   Hawksworth, D.L., 1991. The fungal dimension of biodiversity: magnitude, significance and conservation. Mycological Research, 95: 641?655.
3. ↑  Hawksworth, D. L., Lücking R. 2017. Fungal Diversity Revisited: 2.2 to 3.8 Million Species. Microbiology Spectrum, 5: 12.
4. ↑  Alcântara, F., et al., 1996. Microbiologia Práticas Laboratoriais. Universidade de Aveiro. 1ª edição.
5. ↑  Azevedo, E., Barata, M., 2018. Diversidade no reino Fungi e aplicações à Indústria, Rev. Ciência Elem., V6(4):077. DOI http://doi.org/10.24927/rce2018.077
6. ↑  Bellei, M.M., Carvalho, E.M.S. Ectomicorrizas. In: Cardoso, E.J.B.N., Tsai, S.M., Neves, M.C.P. Microbiologia do Solo. Campinas, Sociedade Brasileira de Ciência do Solo, 1992. Cap.21, p.297-318.
7. ↑  Spatafora, J.W., Chang, Y., Benny, G.L., et al., 2016. Uma classificação filogenética de 
nível de filo de fungos zigomicetos com base em dados de escala 
genômica. Mycologia, v.108, n.5, p.1028-1046. DOI: http://
doi.org/10.3852/16-042
8. ↑  Tulasne, L.R., Tulasne, C. 1844. Fungi nonnulli hipogaei, novi v. minus cogniti auct». Giornale Botanico Italiano. 2: 55–63
9. ↑  Bonfante, P., Peroto, S. 1995. Strategies of arbuscular mycorrhizal fungi when infecting host plants. New Phytologist, v. 130, p. 3-21.
10. ↑  Hoffmann, L.V., Lucena, V.S. 2006. Para entender Micorrizas Asbusculares
11. ↑  Santana, M.D.F., Lara, T.S., Couceiro, S.R.M. 2020. Corantes alternativos 
e seguros para coloração de fungos micorrízicos arbusculares. 
Revista Ibero Americana de Ciências Ambientais, v.11, n.7, 
p.400-408. DOI: http://doi.org/10.6008/CBPC2179-6858.2020.007.0032
12. ↑  Silveira, A.P.D., Micorrizas. In: Cardoso, E.I.B., Tsai, S.M., Neves, M.C.P. 1992. Microbiologia do Solo.
Campinas. Sociedade Brasileira de Ciência do Solo, p. 257-282.
13. ↑  Siqueira, J.O., Franco, A.A. 1988. Biotecnologia do solo: fundamentos e perspectivas. Lavras, MG: ESAL/FAEPE, 236p.
14. ↑  Moreira, F.M.S., Siqueira, J.O. 2006. Microbiologia e Bioquímica do solo. 2. ed. atual. e ampl. Lavras, MG: UFLA, 729p.
15. ↑  Da Costa, R.S.C. et al., 2013. Micorrizas arbusculares em sistemas agroflorestais.
16. ↑  Smith, Sally E., Read, David J. 2008. Mycorrhizal symbiosis 3 ed. [S.l.]: Academic Press. ISBN 9780123705266
17. ↑  Jeffries, P.,Gianinazzi, S., Perotto, S., Turnau, K., Barea, J. 2003. «The Contribution of arbuscular mycorrhizal fungi in sustainable maintenance of plant health and soil fertility». Biology and Fertility of Soils. 37: 1–16
18. ↑  Oliveira, J.R.G.D., Souza, R.G.D., Silva, F.S.B.D., Mendes, A.S.M., Yano-Melo, A.M. 2009. O papel da comunidade de fungos micorrízicos arbusculares (FMAs) autóctones no desenvolvimento de espécies vegetais nativas em área de dunas de restinga revegetadas no litoral do Estado da Paraíba. Brazilian Journal of Botany, 32, 663-670.